# Rémy Descamps
Rémy Descamps (Marcq-en-Barœul, 25 giugno 1997) è un calciatore francese, portiere dell'Olympique Lione.

## Carriera

### Club

#### Inizi e Paris Saint-Germain
Nato a Marcq-en-Barœul, inizia a giocare a calcio all'età di sei anni con il Verlinghem Foot, squadra dell'omonima città, prima di unirsi al settore giovanile del Lilla.
Nelle giovanili dei mastini gioca per otto anni, giocando al fianco di altri futuri calciatori professionisti come Benjamin Pavard.
Nel 2009, assieme allo stesso Pavard e ad Angelo Fulgini, partecipa ad un provino per il Pôle Espoirs di Liévin, non venendo tuttavia ammesso.
Nel 2010 lascia il Lilla per aggregarsi all'accademia per portieri di Bagnères-de-Luchon, nell'Alta Garonna. Contemporaneamente, si unisce al settore giovanile del Tarbes Pyrénées, per poter disputare le partite ufficiali del club nei fine settimana.
Dopo una stagione di successo passa al Clermont Foot, venendo aggregato alla formazione Under-17.
Notato da Pierre Reynaud e Marc Westerloppe, osservatori del Paris Saint-Germain, dopo due sole stagioni lascia il club rossoblù per aggregarsi al settore giovanile del club parigino, venendo aggregato nell'Under-19.
Proprio con l'Under-19 del PSG partecipa alla UEFA Youth League, raggiungendo la finale nel 2016, persa contro i pari età del Chelsea, e vincendo il massimo campionato nazionale di categoria.
Contemporaneamente debutta con la squadra riserve in CFA, nella gara esterna persa per 1-0 contro il Wasquehal, valida per la prima giornata della suddetta competizione.
Il 17 maggio 2016 firma il suo primo contratto da professionista con les parisien e nel mese di luglio partecipa anche al ritiro estivo in Austria, tuttavia continua ad essere impiegato con la seconda squadra senza mai debuttare in Ligue 1.

#### Prestiti a Tours e Clermont
Il 3 gennaio 2018 viene ufficialmente ceduto a titolo temporaneo al Tours fino al termine della stagione.
Tre giorni dopo debutta immediatamente con la nuova maglia, partendo da titolare nella vittoria esterna per 1-2 ai danni del Chartres, valida per i trentaduesimi di Coppa di Francia.
Il 12 gennaio successivo debutta anche in Ligue 2 nel pareggio a reti inviolate contro il Clermont Foot, valido per la ventesima giornata di campionato.
Grazie alle sue prestazioni riesce subito ad ottenere il posto da primo portiere degli azzurroblù, tuttavia con il club già in zona retrocessione al giro di boa, a fine stagione Descamps ed il Tours vengono relegati in Championnat National.
Terminato il prestito, il 21 agosto 2018 rinnova il proprio contratto con il PSG e nello stesso giorno viene ceduto a titolo temporaneo al Clermont Foot, facendovi così ritorno a distanza di cinque anni.
Il 24 agosto seguente, alla quinta giornata di campionato, debutta mantenendo la porta inviolata nell'1-0 ai danni dello Sochaux.
Subito confermato come portiere titolare dei rossoblù, fra ottobre e novembre è costretto a saltare diverse partite per un infortunio al dito, facendo ritorno in campo il 30 novembre in occasione della vittoria per 2-0 contro l'AS Béziers.
A fine stagione con un rendimento di 27 gol subiti in 28 presenze contribuisce al decimo posto finale in classifica del club Clermont-Ferrand.

#### Charleroi
Dopo aver cominciato la stagione con il PSG, il 10 agosto 2019 viene acquistato a titolo definitivo dal club belga del Charleroi, in qualità di sostituto di Rémy Riou.
Nel corso della sua prima stagione in Belgio viene relegato a secondo portiere dietro al più esperto Nicolas Penneteau, che a dispetto di Descamps disputa tutte le partite stagionali.
Fa il proprio debutto con le zebre il 2 dicembre 2020, diciassette mesi dopo il suo arrivo, contro il Waasland-Beveren, perdendo con il risultato di 2-0.
Titolare anche nelle quattro gare successive, perde il posto da titolare a causa dei pochi punti guadagnati (7 su 12).
Il 27 gennaio 2021 torna a giocare titolare contro l'OH Lovanio e da quel momento disputa tutto il resto delle gare della stagione, che conclude con 20 gol subiti in 14 presenze.

#### Nantes

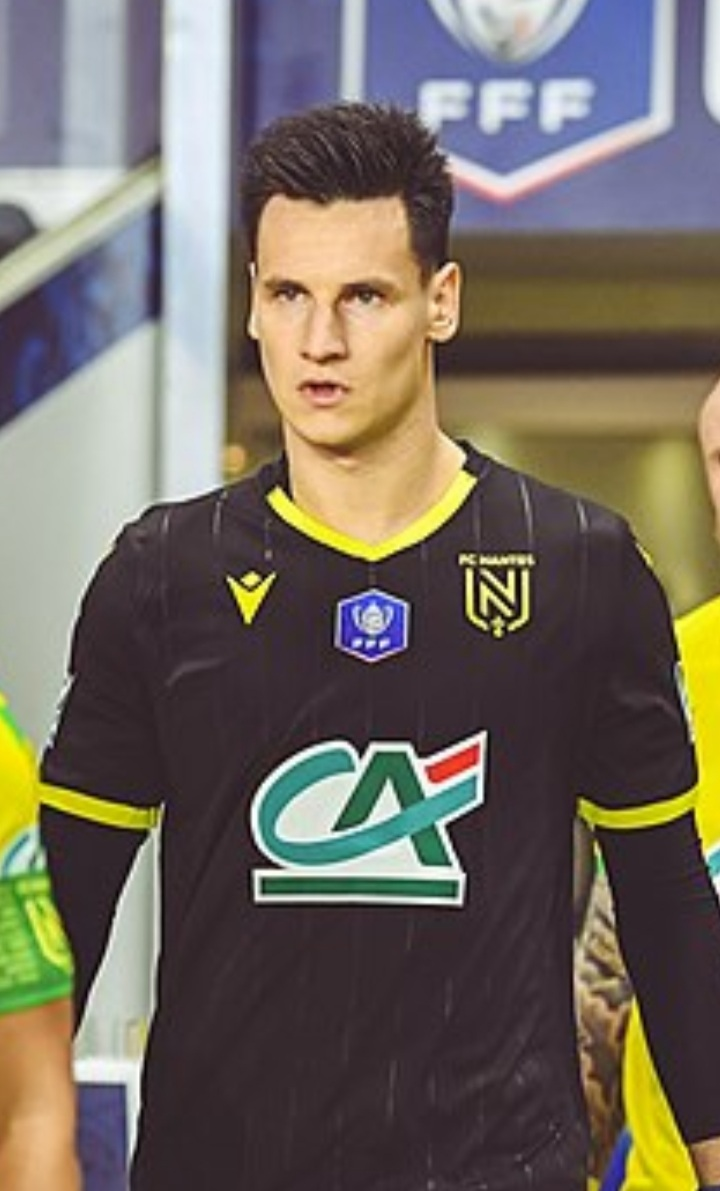
Descamps nel 2022 con la maglia del.

Il 23 giugno 2021 viene acquistato a titolo definitivo dal Nantes, in qualità di sostituto di Alexandre Olliero, trasferitosi nel mentre al Pau, nonché secondo portiere nelle gerarchie dietro Alban Lafont e davanti Denis Petrić.
Proprio per quest'ultimo motivo, in campionato trova poco spazio e gioca la prima partita in maglia gialloverde con le riserve in Championnat National 2, il 28 agosto 2021, contro il Les Herbiers (sconfitta per 4-3).
Dopo aver disputato qualche altra partita con la formazione delle riserve, il 19 dicembre 2021 debutta con i canarini anche in prima squadra nella gara di Coppa di Francia contro lo Sochaux, valida per i trentaduesimi di finale e vinta ai tiri di rigore.
Proprio in quest'ultima competizione è dove si mette in mostra giocando anche le successive gare contro Vitré, Brest, Bastia e Monaco, risultando decisivo per l'approdo in finale.
Il 7 maggio 2022, pur non giocando, vince la Coppa di Francia contro il Nizza.
In avvio della stagione successiva perde la supercoppa francese contro il Paris Saint-Germain e alla terza giornata di campionato contro lo Strasburgo riceve un cartellino giallo direttamente dalla panchina.
Il 30 ottobre 2022, in concomitanza con la tredicesima giornata di campionato, fa il proprio esordio assoluto in Ligue 1 contro la sua ex squadra del Clermont Foot (1-1), per sostituire il titolare Lafont squalificato la giornata precedente.
Nell'arco della stagione viene confermato nuovamente come portiere titolare in Coppa di Francia, ripetendo l'exploit dell'annata precedente e giungendo per il secondo anno consecutivo in finale, che stavolta perde, seppur non giocando, con il risultato di 1-5 contro il Tolosa.
Conclusa la stagione con sei presenze totali, all'inizio dell'annata successiva, approfittando di un infortunio accorso a Lafont alla prima gara di campionato, trova spazio da titolare giocando le successive quattro gare contro Lilla, Monaco, Olympique Marsiglia e Clermont Foot.
Il 1º luglio 2024, alla fine naturale del proprio contratto, rimane svincolato dal club gialloverde.

#### Olympique Lione
Rimasto appena un mese senza squadra, il 23 agosto 2024, viene tesserato dall'Olympique Lione.
Anche a Lione ricopre il ruolo di portiere di riserva e perciò fa il proprio debutto con l'OL soltanto il 7 novembre 2024, in occasione della gara di UEFA Europa League pareggiata per 2-2 contro l'Hoffenheim.
Il mese successivo fa il proprio debutto anche in coppa di Francia nella vittoria di misura per 1-2 contro il Feignies-Aulnoye.
Sul finale di stagione, il 20 aprile, debutta anche in campionato; nell'occasione gioca tutti e novanta minuti della gara persa per 2-1 contro il Saint-Étienne.

### Nazionale
Il 14 dicembre 2012 viene convocato per la prima volta in nazionale, nella selezione Under-17 allenata da Patrick Gonfalone per un raduno a Clairefontaine.
Sette anni dopo, il 14 marzo 2019, viene convocato da Sylvain Ripoll in Under-21 per le gare amichevole contro i pari età di Germania e Danimarca, senza debuttare.

## Statistiche

### Presenze e reti nei club
Statistiche aggiornate al 17 agosto 2025.
| Stagione                     | Squadra                      | Campionato                   | Campionato | Campionato | Coppe nazionali | Coppe nazionali | Coppe nazionali | Coppe continentali | Coppe continentali | Coppe continentali | Altre coppe | Altre coppe | Altre coppe | Totale | Totale |
| Stagione                     | Squadra                      | Comp                         | Pres       | Reti       | Comp            | Pres            | Reti            | Comp               | Pres               | Reti               | Comp        | Pres        | Reti        | Pres   | Reti   |
| ---------------------------- | ---------------------------- | ---------------------------- | ---------- | ---------- | --------------- | --------------- | --------------- | ------------------ | ------------------ | ------------------ | ----------- | ----------- | ----------- | ------ | ------ |
| 2015-2016                    | Paris Saint-Germain 2        | CFA                          | 20         | -23        | -               | -               | -               |                    | -                  | -                  | -           | -           | -           | 20     | -23    |
| 2016-2017                    | Paris Saint-Germain 2        | CFA                          | 25         | -26        | -               | -               | -               |                    | -                  | -                  | -           | -           | -           | 25     | -26    |
| 2017-gen. 2018               | Paris Saint-Germain 2        | N2                           | 14         | -21        | -               | -               | -               |                    | -                  | -                  | -           | -           | -           | 14     | -21    |
| Totale Paris Saint-Germain 2 | Totale Paris Saint-Germain 2 | Totale Paris Saint-Germain 2 | 59         | -70        |                 | 0               | 0               |                    | 0                  | 0                  |             | 0           | 0           | 59     | -70    |
| 2016-2017                    | Paris Saint-Germain          | L1                           | 0          | 0          | CF+CdL          | 0+0             | 0+0             | UCL                | 0                  | 0                  | SF          | 0           | 0           | 0      | 0      |
| 2017-gen. 2018               | Paris Saint-Germain          | L1                           | 0          | 0          | CF+CdL          | 0+0             | 0+0             | UCL                | 0                  | 0                  | SF          | 0           | 0           | 0      | 0      |
| Totale Paris Saint-Germain   | Totale Paris Saint-Germain   | Totale Paris Saint-Germain   | 0          | 0          |                 | 0               | 0               |                    | 0                  | 0                  |             | 0           | 0           | 0      | 0      |
| gen.-giu. 2018               | Tours                        | L2                           | 19         | -29        | CF+CdL          | 2+0             | -1 + 0          | -                  | -                  | -                  | -           | -           | -           | 21     | -30    |
| 2018-2019                    | Clermont Foot 2              | N3                           | 1          | -2         | -               | -               | -               |                    | -                  | -                  | -           | -           | -           | 1      | -2     |
| 2018-2019                    | Clermont Foot                | L2                           | 28         | -27        | CF+CdL          | 0+0             | 0+0             | -                  | -                  | -                  | -           | -           | -           | 28     | -27    |
| 2019-2020                    | Charleroi                    | D1                           | 0          | 0          | CB              | 0               | 0               |                    | -                  | -                  | -           | -           | -           | 0      | 0      |
| 2020-2021                    | Charleroi                    | D1                           | 14         | -20        | CB              | 2               | -3              | UEL                | 0                  | 0                  | -           | -           | -           | 16     | -23    |
| Totale Charleroi             | Totale Charleroi             | Totale Charleroi             | 14         | -20        |                 | 2               | -3              |                    | 0                  | 0                  |             | 0           | 0           | 16     | -23    |
| 2021-2022                    | Nantes 2                     | N2                           | 4          | -7         | -               | -               | -               | -                  | -                  | -                  | -           | -           | -           | 4      | -7     |
| 2022-2023                    | Nantes 2                     | N2                           | 2          | -3         | -               | -               | -               | -                  | -                  | -                  | -           | -           | -           | 2      | -3     |
| Totale Nantes 2              | Totale Nantes 2              | Totale Nantes 2              | 6          | -10        |                 | 0               | 0               |                    | 0                  | 0                  |             | 0           | 0           | 6      | -10    |
| 2021-2022                    | Nantes                       | L1                           | 0          | 0          | CF              | 5               | -2              |                    | -                  | -                  | -           | -           | -           | 5      | -2     |
| 2022-2023                    | Nantes                       | L1                           | 1          | -1         | CF              | 5               | -2              | UEL                | 0                  | 0                  | SF          | 0           | 0           | 6      | -3     |
| 2023-2024                    | Nantes                       | L1                           | 6          | -11        | CF              | 0               | 0               | -                  | -                  | -                  | -           | -           | -           | 6      | -11    |
| Totale Nantes                | Totale Nantes                | Totale Nantes                | 7          | -12        |                 | 10              | -4              |                    | 0                  | 0                  |             | 0           | 0           | 17     | -16    |
| 2024-2025                    | Olympique Lione              | L1                           | 1          | -2         | CF              | 1               | -1              | UEL                | 1                  | -2                 | -           | -           | -           | 3      | -5     |
| 2025-2026                    | Olympique Lione              | L1                           | 1          | 0          | CF              | 0               | 0               | UEL                | 0                  | 0                  | -           | -           | -           | 1      | 0      |
| Totale Olympique Lione       | Totale Olympique Lione       | Totale Olympique Lione       | 2          | -2         |                 | 1               | -1              |                    | 1                  | -2                 |             | 0           | 0           | 4      | -5     |
| Totale carriera              | Totale carriera              | Totale carriera              | 136        | -172       |                 | 15              | -9              |                    | 1                  | -2                 |             | 0           | 0           | 152    | -183   |

## Palmarès

### Club

#### Competizioni nazionali
- Coppa di Lega francese: 1

Paris Saint-Germain: 2016-2017
- Coppa di Francia: 2

Paris Saint-Germain: 2016-2017
Nantes: 2021-2022
- Supercoppa francese: 4

Paris Saint-Germain: 2016, 2017, 2018, 2019